# Psychotria boivinii
Psychotria boivinii är en måreväxtart som beskrevs av Cornelis Eliza Bertus Bremekamp. Psychotria boivinii ingår i släktet Psychotria och familjen måreväxter. Inga underarter finns listade i Catalogue of Life.